# Ferrocarril de Londres y del Suroeste
El Ferrocarril de Londres y del Suroeste (nombre original en inglés: London and South Western Railway, abreviado como LSWR o como L&SWR) fue una compañía ferroviaria que operó en Inglaterra desde 1838 hasta 1922. Con el Ferrocarril de Londres y Southampton como origen, su red se extendió a Dorchester y Weymouth; a Salisbury, Exeter y Plymouth; y a Padstow, Ilfracombe y Bude, enlazando con Londres numerosas poblaciones de Hampshire, Surrey y Berkshire, incluyendo Portsmouth y Reading.
El LSWR se hizo famoso por sus trenes expresos de pasajeros a Bournemouth y Weymouth, y a Devon y Cornualles. En los alrededores de Londres desarrolló una densa red suburbana, en la que fue pionero en la introducción de trenes electrificados. Fue el motor principal del desarrollo de los muelles de Southampton, que se convirtió en una importante terminal marítima, así como en el puerto donde se localizaron algunos servicios que cruzaban el canal de la Mancha y los transbordadores hacia la isla de Wight. Aunque su zona de influencia no era el núcleo de la industria pesada a gran escala, el transporte de mercancías y el tráfico de minerales era una actividad importante, y la empresa construyó un gran haz de vías de clasificación en Feltham. El negocio de carga, muelles y envío generó casi el 40 por ciento de la facturación en 1908. La compañía gestiono la remodelación de la Estación de Waterloo para convertirla en una de las mejores terminales del mundo, así como la construcción de la Línea de Waterloo, que da acceso a la city de Londres. La línea principal se cuadriplicó y la mayoría de sus cruces se transformaron en pasos a distinto nivel. También fue pionero en la introducción de la señalización eléctrica. Durante la segunda guerra bóer, sus conexiones en Aldershot, Portland y en Salisbury Plain lo convirtieron en una parte vital del esfuerzo bélico, y más tarde, durante la Primera Guerra Mundial, manejó con éxito el enorme volumen de tráfico asociado con el transporte de personal, caballos y equipos a los puertos del Canal de la Mancha, así como el generado por la repatriación de los heridos. Era una empresa rentable, que pagaba un dividendo del 5% o más desde 1871.
Después de promulgarse la Ley de Ferrocarriles de 1921, el LSWR se fusionó el 1 de enero de 1923 con otros ferrocarriles para crear el Ferrocarril del Sur, como parte de la agrupación de los ferrocarriles ordenada por el gobierno. Era la compañía más grande: operaba 862 millas (1387,3 km) de ruta y participaba en empresas conjuntas que cubrían otras 157 millas (252,7 km). Al traspasar su red al nuevo Ferrocarril del Sur, mostró el camino a seguir para organizar los viajes de larga distancia, el servicio de viajeros en zonas suburbanas, y la actividad en los puertos. La red continuó sin muchos cambios durante la vida operativa del Ferrocarril del Sur y durante algunos años después de la nacionalización de 1948. En Devon y Cornualles, las rutas del LSWR cubrían por duplicado las antiguas rutas del Great Western Railway, y en la década de 1960 se cerraron o se redujo sustancialmente su alcance. Algunos ramales rurales con poca demanda también se cerraron en la década de 1960 y más tarde, pero gran parte de la red del LSWR continúa en uso en la actualidad.

## Historia

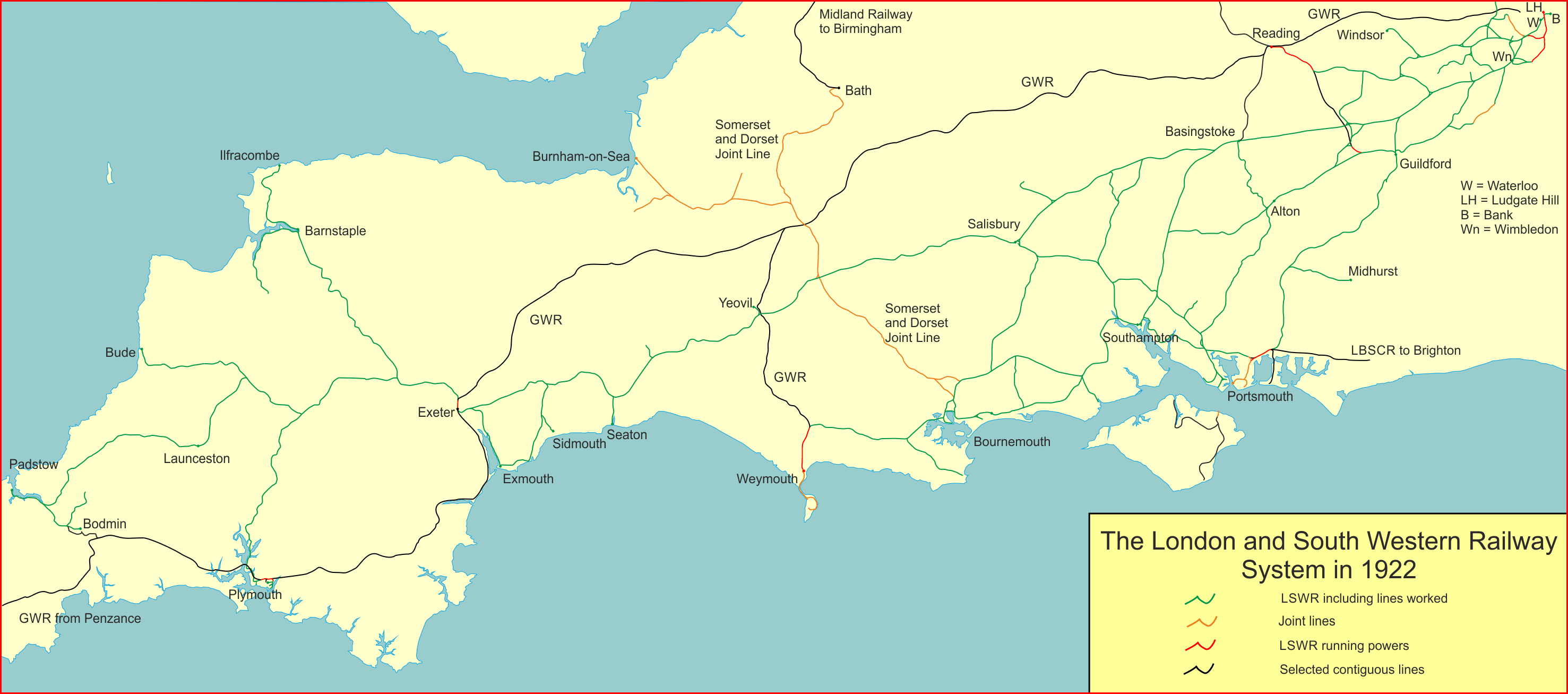
La red del LSWR en 1922, un año después de la agrupación

El Ferrocarril de Londres y del Suroeste (LSWR) se originó como un cambio de nombre del Ferrocarril de Londres y Southampton, que se inauguró en mayo de 1840 para conectar el puerto de Southampton con Londres. Su punto de partida original en Londres era la Estación de Nine Elms, en la orilla sur del río Támesis, y la ruta se establecía a través de Wimbledon, Surbiton, Woking, Basingstoke y Winchester, utilizando lo que se convirtió en el ancho de vía estándar de 1435 mm (4' 81/2").
El ferrocarril fue un éxito inmediato, y esto animó a la empresa a pensar en extender la línea hacia Windsor, a Gosport (para enlazar con Portsmouth) y a Salisbury. Posteriormente, la compañía vio el potencial del área situada hacia el oeste de Londres, lo que supuso la competencia directa con el Great Western Railway, para lo que era importante asegurar líneas y estaciones con el fin de tratar de impedir el acceso de la compañía rival. Como el Great Western Railway usaba vías de gran ancho (2140 mm (7'0,30")), el ancho de vía adoptado por cualquier línea independiente más pequeña dictaba casi de forma automática con cuál de las dos grandes compañías debía aliarse, y esta competencia territorial se conoció como las guerras de ancho de vía. La ubicación de la terminal de Nine Elms obviamente era un inconveniente para la mayoría de los londinenses, y la línea se extendió hacia el noreste  en 1848 hasta Waterloo a través del viaducto de Nine Elms a Waterloo. Más adelante, el LSWR construyó su propio metro, el Waterloo & City Line, para conectarse a la Estación de la City situada cerca del edificio del Banco de Inglaterra en la City de Londres.
El Great Western Railway se aseguró inicialmente el acceso a Exeter y Plymouth a través de sus compañías aliadas, pero el LSWR aspiraba a construir su propia ruta competidora para llegar a Devon y Cornualles, lo que le permitiría disponer de un potencial de tráfico considerable. Tuvo un comienzo lento, pero finalmente tuvo su propia línea de Basingstoke a Salisbury y Exeter, continuando por un arco hacia el norte hasta Plymouth, y hacia el norte de Devon y el norte de Cornualles. Al llegar más tarde que el Great Western, nunca logró la sólida prosperidad de su vecino de vía ancha.
La línea de Southampton se había extendido a Weymouth a través de Ringwood, y el LSWR consolidó su área de origen construyendo ramales más cerca de Londres y líneas directas a Portsmouth y a Reading. También pasó a ser copropietaria, con el Ferrocarril de Midland, del Ferrocarril de Somerset y Dorset, responsable de la infraestructura y del parque de coches de viajeros de la célebre ruta. También se volvió significativo el tráfico hacia los puertos del sur de Londres, con servicios de pasajeros y de carga a las Islas del Canal, a Saint-Malo en Francia y a la Isla de Wight.
En el siglo XX se embarcó en un programa de electrificación de las vías suburbanas a 600 V de corriente continua mediante un tercer carril, con el que finalmente se cubrió toda el área suburbana. El tráfico de mercancías, especialmente desde el Oeste de Inglaterra y Gales siguió siendo importante, pero el énfasis en la electrificación suburbana condujo a un desarrollo más débil de la tracción a vapor para los servicios rápidos de pasajeros y mercancías a Devon y Cornualles, así como a Portsmouth, Bournemouth y Weymouth.
Cuando se produjo la agrupación de los ferrocarriles, el LSWR se fusionó con otras compañías para crear el Ferrocarril del Sur, y los ferrocarriles independientes de la Isla de Wight fueron absorbidos, convirtiéndose en parte de la antigua sección del LSWR dentro del Ferrocarril del Sur. Su ilustrado y poco ortodoxo Ingeniero Mecánico Jefe, Oliver Bulleid, puso en marcha la construcción de una flota de potentes locomotoras de vapor expresas, las de la Clase Marina Mercante, seguidas de una flota más grande, las denominadas Pacífico ligeras, construidas con una menor carga por eje para dar acceso a los ramales diseñados con vías y puentes menos resistentes. Esto permitió mejoras radicales en los servicios de pasajeros de la línea principal, y el perfil aerodinámico de la nueva flota causó un impacto perdurable de diseño moderno e imagen icónica. Al mismo tiempo, revolucionaron las velocidades de los trenes expresos de pasajeros a Weymouth y al Oeste de Inglaterra, aunque su innovación técnica supuso que debieron superarse distintas dificultades. El siguiente paso para mejorar el servicio fue la electrificación de la línea de Portsmouth.
También se llevaron a cabo importantes obras de infraestructura, incluido el patio de maniobras de Feltham, los muelles de Southampton y la estación de Waterloo, un nuevo taller de locomotoras en Eastleigh y cruces a distinto nivel en la línea principal, así como la modernización de la señalización. Se estableció una planta de fabricación de hormigón en Exmouth Junction en Exeter, que producía componentes prefabricados estandarizados, como piezas de andén, postes de luz y casetas para los peones del mantenimiento de las vías. Estos diseños se hicieron familiares en todo el territorio del Ferrocarril del Sur.
La nacionalización de los ferrocarriles en 1948 trajo relativamente pocos cambios inmediatos al antiguo sistema del LSWR, por entonces parte del Área Operativa Sur de British Rail, más tarde denominada Región Sur, aunque la centralización nacional del diseño de locomotoras hizo insostenible la posición de Oliver Bulleid, que decidió retirarse. Sin embargo, en 1966 se racionalizaron los límites geográficos de las regiones de los Ferrocarriles Británicos y las líneas de Devon y Cornualles se transfirieron a la Región Oeste. Muchos de los ramales habían visto disminuir su tráfico en la década de 1950 y se consideraban antieconómicos, y después del Plan Beeching para la remodelación de los ferrocarriles británicos, muchos de los ramales se cerraron, al igual que la línea principal de Plymouth.
La línea de Bournemouth se electrificó en 1967, al principio con material remolcado reconvertido procedente de la época del vapor, y luego reemplazado por material especialmente diseñado. Finalmente, la electrificación se extendió hasta Weymouth en 1988. En los últimos años, el sistema se ha mantenido sin grandes cambios, con un aumento gradual de la frecuencia de los trenes desde aproximadamente 1990.
Cuando se iniciaron los servicios de trenes internacionales de Londres a París y Bruselas en 1994, fue necesario disponer de espacio para trenes muy largos, eligiéndose con este propósito la estación de Waterloo: la terminal Eurostar se construyó en el lado norte de la estación con los trenes internacionales utilizando el primer tramo de 3 millas (4,8 km) de la línea principal del LSWR antes de pasar a sus propias vías. Los servicios se transfirieron a la Estación de Saint Pancras en 2007 y la terminal del Eurostar de Waterloo, que permaneció inactiva durante una década, se volvió a desarrollar en 2017 y se reabrió para ser usada por los servicios de Windsor y Reading.

## La primera línea principal

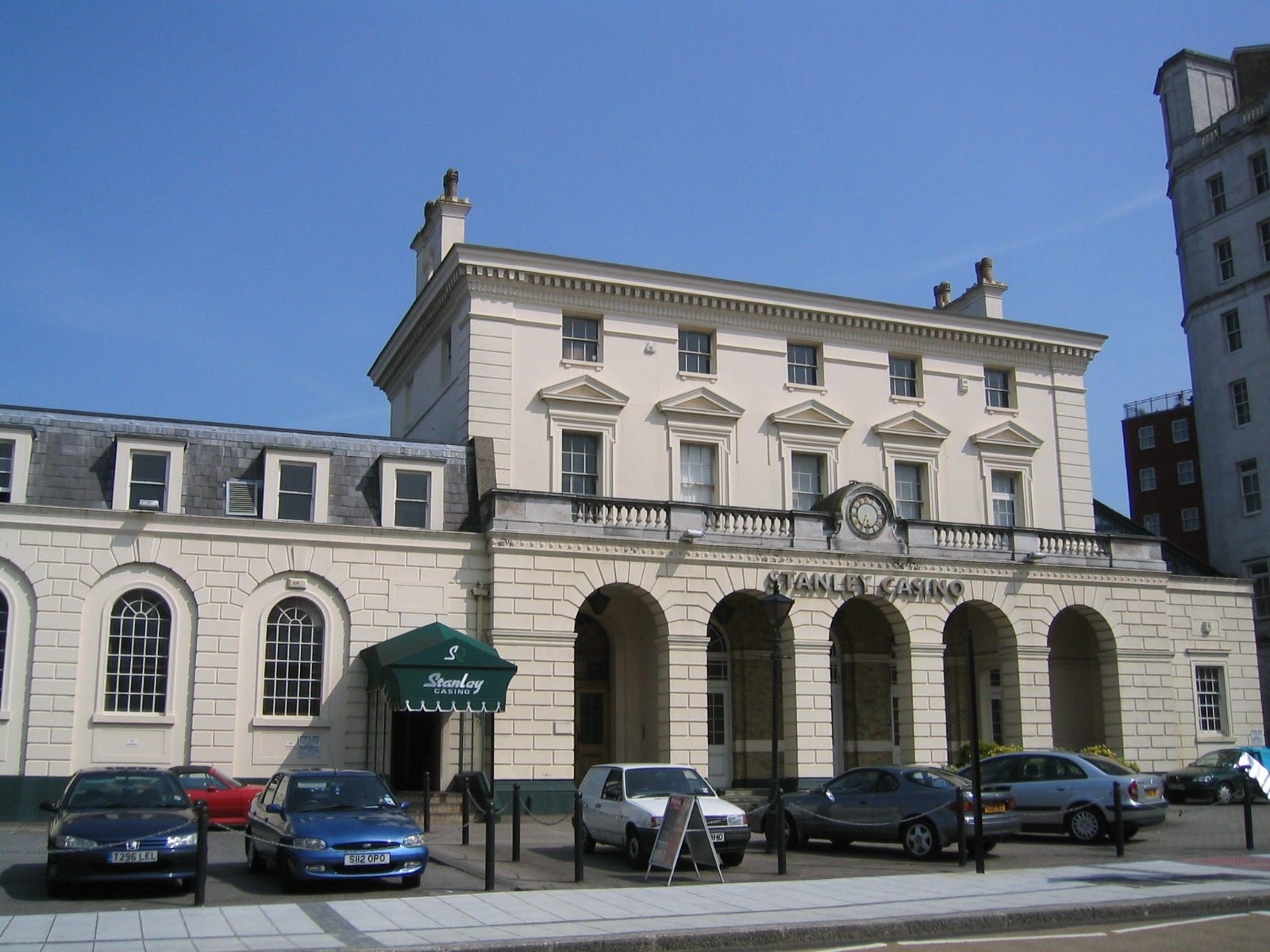
Vista de la Estación Terminal de Southampton

El Ferrocarril de Londres y del Suroeste surgió del Ferrocarril de Londres y Southampton (L&SR), que se promovió para conectar Southampton con la capital. La empresa preveía una reducción considerable del precio del carbón y de los productos básicos agrícolas en los lugares atendidos, así como de los productos importados a través del puerto de Southampton, y también se estimó que se generaría un importante tráfico de pasajeros.
La construcción probablemente comenzó el 6 de octubre de 1834 bajo la dirección de Francis Giles, pero el progreso fue lento. Joseph Locke fue contratado como ingeniero y el ritmo de construcción mejoró; la primera parte de la línea se abrió al público entre Nine Elms y Woking Common el 21 de mayo de 1838, y se abrió por completo el 11 de mayo de 1840. Las terminales estaban en Nine Elms, al sur del río Támesis y aproximadamente una milla al suroeste de Trafalgar Square, y una Estación Terminal en Southampton, situada cerca de los muelles, a los que también llegaban directamente los trenes de mercancías.
El ferrocarril tuvo un éxito inmediato y los servicios de carruajes de los lugares situados más al oeste modificaron sus rutas para conectarse con el nuevo ferrocarril en sus estaciones y paradas, aunque el tráfico de mercancías se desarrolló más lentamente.

## Primer ramal y cambio de nombre
Los promotores del Ferrocarril de Londres y Southampton (L&SR) tenían la intención de construir un ramal desde Basingstoke hasta Bristol, pero el Parlamento rechazó esta propuesta a favor de la ruta de la competencia, el Great Western Railway. La lucha parlamentaria había sido encarnizada y en la mente de la empresa quedó una combinación de resentimiento y del atractivo comercial de expandirse hacia el oeste.
En consecuencia, se aprovechó una oportunidad más inmediata de servir a Portsmouth mediante un ramal. Grupos con intereses coincidentes con los del L&SR promovieron la creación del  Ferrocarril de Portsmouth Junction, que habría ido desde Bishopstoke (Eastleigh) a través de Botley y Fareham hasta Portsmouth. Sin embargo, el resentimiento generado en Portsmouth, que consideraba a Southampton un puerto rival, por recibir simplemente un ramal y, por lo tanto, una ruta indirecta a Londres, acabó con la cancelación de tal línea. Los habitantes de Portsmouth querían su propia línea directa, pero al tratar de enfrentar al L&SR contra el Ferrocarril de Londres y Brighton no pudieron asegurar los fondos comprometidos que necesitaban.
Entonces, el L&SR decidió promover una línea más barata a Gosport, en el lado opuesto de la bahía de Portsmouth, una ruta más corta y más simple que la propuesta anteriormente. Hacía poco tiempo que se había otorgado la aprobación para la construcción de un transbordador de cable que conectaba Gosport y Portsmouth, y el L&SR obtuvo su Ley del Parlamento el 4 de junio de 1839. Para calmar los sentimientos en Portsmouth, el L&SR incluyó en su proyecto de ley el cambio de nombre de la compañía a Ferrocarril de Londres y del Suroeste en la Sección 2 del acta.
La construcción de la sucursal de Gosport fue al principio rápida y sencilla bajo la dirección de Thomas Brassey. Se construyeron estaciones en Bishopstoke (la nueva estación de cruce; más tarde rebautizada como Eastleigh) y Fareham. Se construyó una estación extremadamente elaborada en Gosport, licitada en 10.980 libras, siete veces el precio de licitación de Bishopstoke. Sin embargo, Fareham incluía un túnel, y el 15 de julio de 1841 se produjo un deslizamiento de tierra desastroso en el extremo norte. La apertura de la línea se había anunciado para 11 días después, pero el contratiempo obligó a retrasarlo hasta el 29 de noviembre. Se produjo un nuevo deslizamiento del terreno cuatro días después, y los servicios de pasajeros se suspendieron hasta el 7 de febrero de 1842.
Los operadores del ferry de la isla de Wight modificaron algunas salidas para salir de Gosport en lugar de Portsmouth. A la reina Victoria le gustaba viajar al castillo de Osborne situado en la isla, y el 13 de septiembre de 1845 se abrió un ramal de 600 yardas (548,6 m) en el establecimiento de avituallamiento de Royal Clarence para su comodidad.

## Guerra de anchos
Entre la primera propuesta de un ferrocarril de Londres a Southampton y su construcción, las partes interesadas estaban considerando conexiones ferroviarias a otras ciudades más distantes que podrían ser atendidas por extensiones del ferrocarril. Llegar a Bath y Bristol a través de Newbury fue uno de los primeros objetivos. El Great Western Railway (GWR) también había planeado llegar a Bath y Bristol, y obtuvo su Ley del Parlamento el 31 de agosto de 1835, lo que por el momento eliminó esas ciudades de los planes inmediatos del LSWR. Quedaba mucho territorio atractivo en el suroeste, el oeste de Inglaterra e incluso las Midlands del Oeste, y el LSWR y sus aliados lucharon continuamente contra el GWR y sus asociados para ser los primeros en construir una línea en una nueva área.
El GWR construyó sus líneas con vías de gran ancho (de 7 pies 1/4 plg (2140 mm)), mientras que el ancho de vía del LSWR era el que se convertiría en el ancho estándar (1435 mm (4' 81/2")), de forma que cualquier ferrocarril independiente propuesto quedaba claramente encuadrado en un bando o en el otro en función de su ancho previsto. El ancho generalmente se especificaba en la Ley de autorización del Parlamento, y se llevó a cabo una competencia enconada y prolongada para obtener la autorización de nuevas líneas del ancho propio y provocar el rechazo parlamentario de las propuestas de la facción rival. Esta rivalidad entre el GWR y las empresas de ancho de vía estándar se denominó guerra de anchos.
En los primeros días, el gobierno sostuvo que varios ferrocarriles competidores no podían sostenerse en una misma área del país, y la Junta de Comercio estableció una comisión de expertos a la que se hace referencia informalmente como los "Cinco Reyes" para determinar el desarrollo preferido (y por lo tanto, la empresa preferente), en ciertos distritos, lo que se formalizó en la Ley de Regulación Ferroviaria de 1844.

## Líneas suburbanas

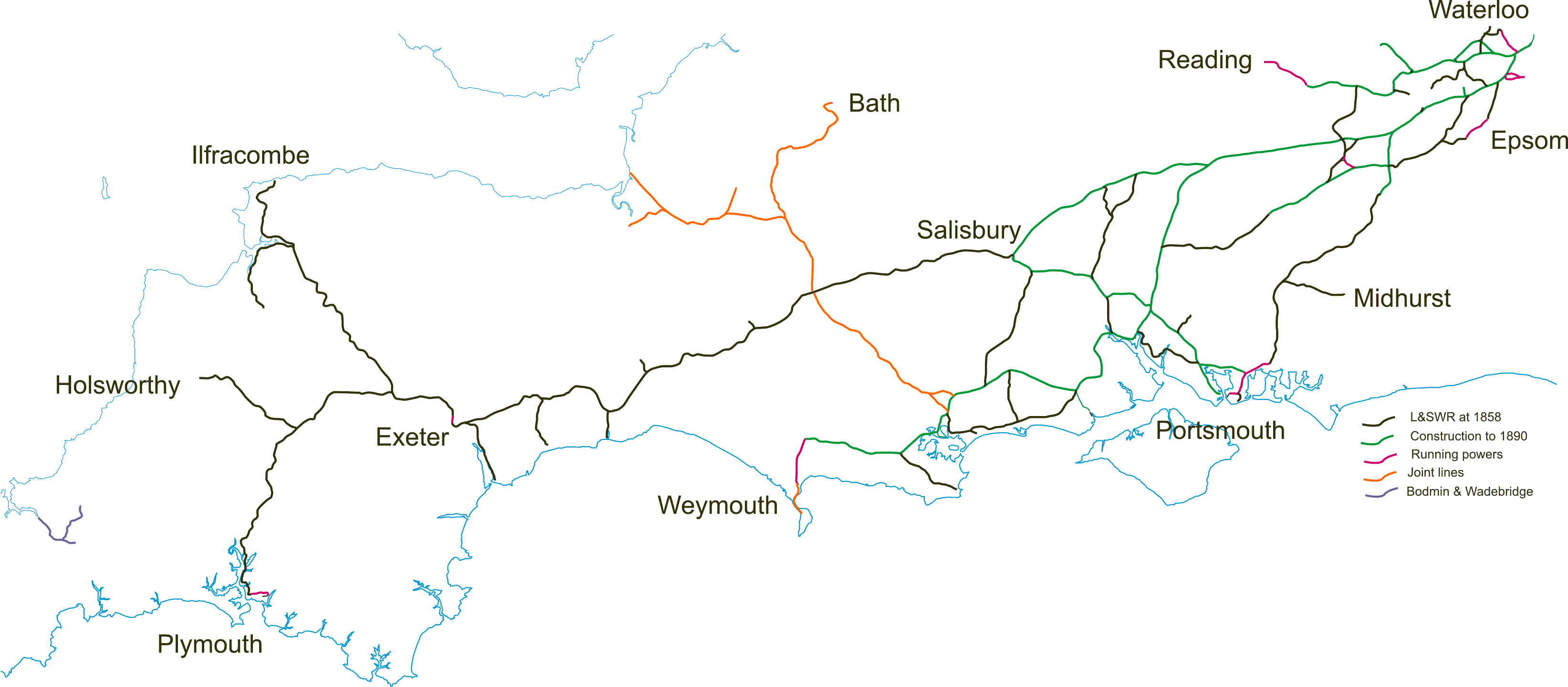
Diagrama del LSWR en 1890

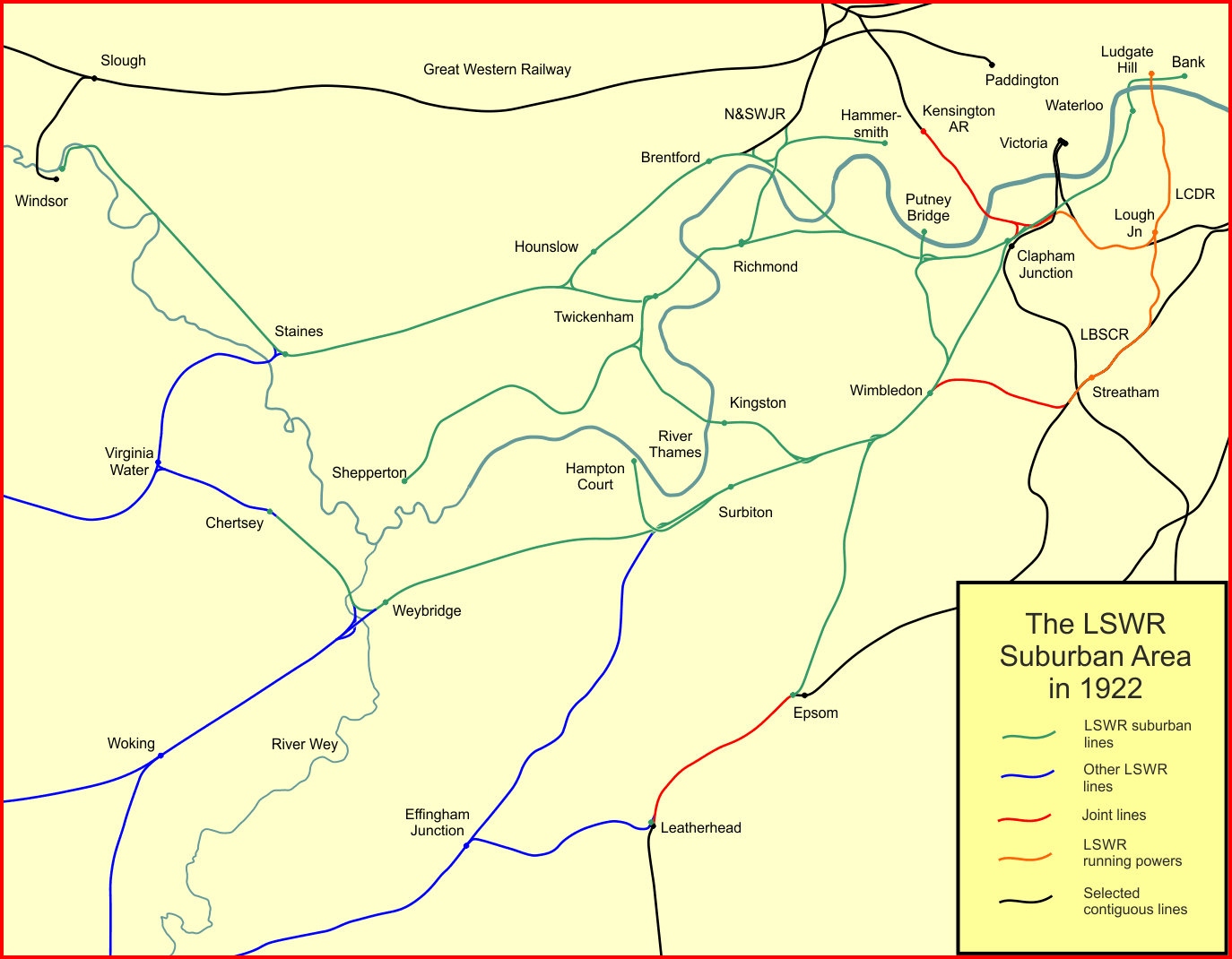
Mapa de la Red Suburbana del LSWR en 1922

El LSWR fue la segunda compañía ferroviaria británica en comenzar a operar lo que podría describirse como un servicio de cercanías, después de la apertura del Ferrocarril de Londres y Greenwich en 1836.
Cuando se abrió la primera línea principal, el LSWR construyó una estación llamada Kingston, un poco al este de la actual Estación de Surbiton y esto atrajo rápidamente los desplazamientos para acudir al trabajo  de los residentes de Kingston upon Thames. La posibilidad de viajar rápidamente a Londres alentó el desarrollo de nuevas viviendas cerca de la nueva estación. Los residentes de Richmond upon Thames se dieron cuenta de la popularidad de este servicio y promovieron un ferrocarril desde su ciudad hasta Waterloo; el ramal hacia Richmond abrió en julio de 1846 y se convirtió en parte del LSWR ese mismo año. Ya se estaba desarrollando una red suburbana, un proceso que se aceleró en las décadas siguientes.
Se hicieron ramales fuera de la línea principal a Chertsey en 1848 y a Hampton Court en 1851, mientras que la línea de Richmond se extendió, llegando a Windsor en 1851, mientras que una línea circular desde Barnes a través de Hounslow que se unía a la línea de Windsor cerca de Feltham se había abierto en 1850. En 1856, una compañía amistosa, el Ferrocarril de Staines, Wokingham y Woking Junction, abrió su línea de Staines a Wokingham, y la ejecución de poderes sobre la línea compartida por el Ferrocarril del Sureste y el Great Western Railway para que se instalara vía de ancho mixto dio acceso a los trenes del LSWR en las pocas millas restantes de Wokingham a Reading.
Al sur de la línea principal, las ciudades importantes de Epsom y Leatherhead debían ser atendidas. Una compañía rival, el Ferrocarril de Londres, Brighton y la Costa Sur (LB&SCR) llegó primero a Epsom (desde Sutton), pero en 1859 el LSWR abrió una línea desde Wimbledon, muy paralela a la línea principal hasta la actual estación de Raynes Park y luego girando hacia el sur hasta Epsom. Entre Epsom y Leatherhead se construyó una línea conjunta con el LB&SCR, que también se inauguró en 1859.
Partes de Kingston quedaban a 3 millas (4,8 km) de la estación de Surbiton y en 1863 la ciudad obtuvo su propia estación, con el paso de las vías hacia el oeste a través de Teddington. En 1864 se construyó un ramal de vía única para llegar hacia el oeste por el valle del Támesis hasta Shepperton. En 1869, la línea de Kingston se convirtió en un bucle por la extensión de Kingston a Malden.
El inconveniente diario de la terminal del LSWR de Londres en Waterloo, cerca de Whitehall a través del puente de Westminster pero mal conectado en ese momento con la City de Londres, se volvió cada vez más inasumible a medida que aumentaban los desplazamientos diarios. Esto se alivió en parte cuando las relaciones amistosas con el LB&SCR y con el Ferrocarril de Londres, Chatham y Dover (LC&DR) dieron acceso a los trenes del LSWR a su estación de Ludgate Hill (en la City) desde Wimbledon a través de Tooting, Streatham y Herne Hill. Este servicio comenzó en 1869, y en el mismo año el LSWR abrió una nueva ruta de Waterloo a Richmond a través de Clapham Junction y Kensington (Addison Road) en el Ferrocarril de Extensión del Oeste de Londres, sobre una nueva vía a través de Hammersmith y las actuales Turnham Green y Gunnersbury. Aunque tortuosa, esta ruta prestó servicio a una cantidad considerable de negocios dentro de los suburbios.
Al final de la vida independiente del LSWR, sus trenes llegaron, con la ayuda de poderes de circulación y compañías amigas, a los destinos suburbanos actuales. El ferrocarril solo era conveniente para Westminster en cuanto a los viajeros, ya que carecía de una estación de metro, e hizo grandes esfuerzos para obtener el acceso directo de sus trenes a la City de Londres, el destino de la mayoría de los clientes comerciales en las últimas décadas del siglo XIX. Pero en la mayoría de los casos, eran itinerarios poco directos y por lo tanto lentos. El problema se resolvió con la apertura en 1898 de la Línea de Waterloo y de la City, un tren subterráneo eléctrico.
La cuadruplicación, los cruces a distinto nivel y la electrificación mejoraron la eficiencia del servicio ofrecido.

## Hacia el oeste

### Ferrocarril de Southampton y Dorchester

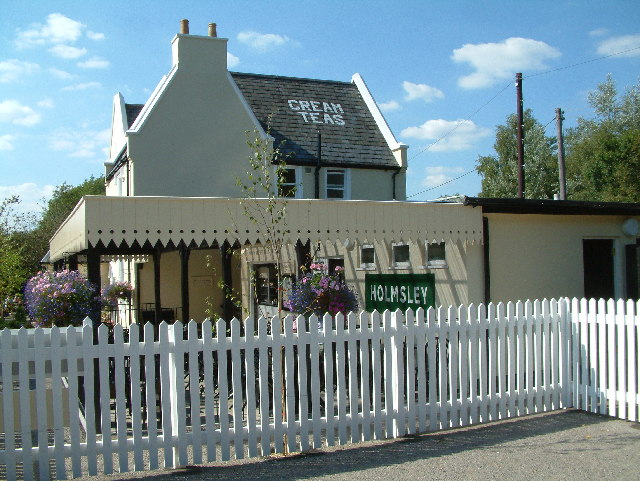
Antigua Estación de Holmsley, reconvertida en un salón de té

Los promotores del Ferrocarril de Londres y Southampton habían perdido la primera batalla por la autorización para construir una línea a Bristol, pero el objetivo de abrir a la compañía el país en el suroeste y oeste de Inglaterra seguía siendo una prioridad. De hecho, fue un promotor independiente, Charles Castleman, un abogado de Wimborne Minster, quien reunió los apoyos necesarios en el suroeste, y el 2 de febrero de 1844 propuso al LSWR que se construyera una línea desde Southampton a Dorchester, aunque la propuesta fue rechazada por la compañía, que miraba hacia Exeter como su próximo objetivo. Castleman siguió adelante y desarrolló su propuesta, pero las relaciones entre sus seguidores y el LSWR eran extremadamente tensas, de forma que Castleman fundó el Ferrocarril de Southampton y Dorchester y negoció con el Great Western Railway en su lugar. El Ferrocarril de Brístol y Exeter, una empresa de vía ancha aliada con el GWR, llegó a Exeter el 1 de mayo de 1844, y el GWR estaba promocionando el Ferrocarril de Wilts, Somerset y Weymouth, que conectaría el GWR con Weymouth. El LSWR tomó conciencia de que estaba perdiendo territorio en el oeste del país, un sector que consideraban legítimamente suyo, y rápidamente preparó planes para tender sus propias líneas que cruzarían desde Bishopstoke a Taunton. Se habló mucho de la ruta indirecta de la línea de Southampton y Dorchester, y se la denominó burlonamente como "el sacacorchos de Castleman" o "la serpiente de agua".

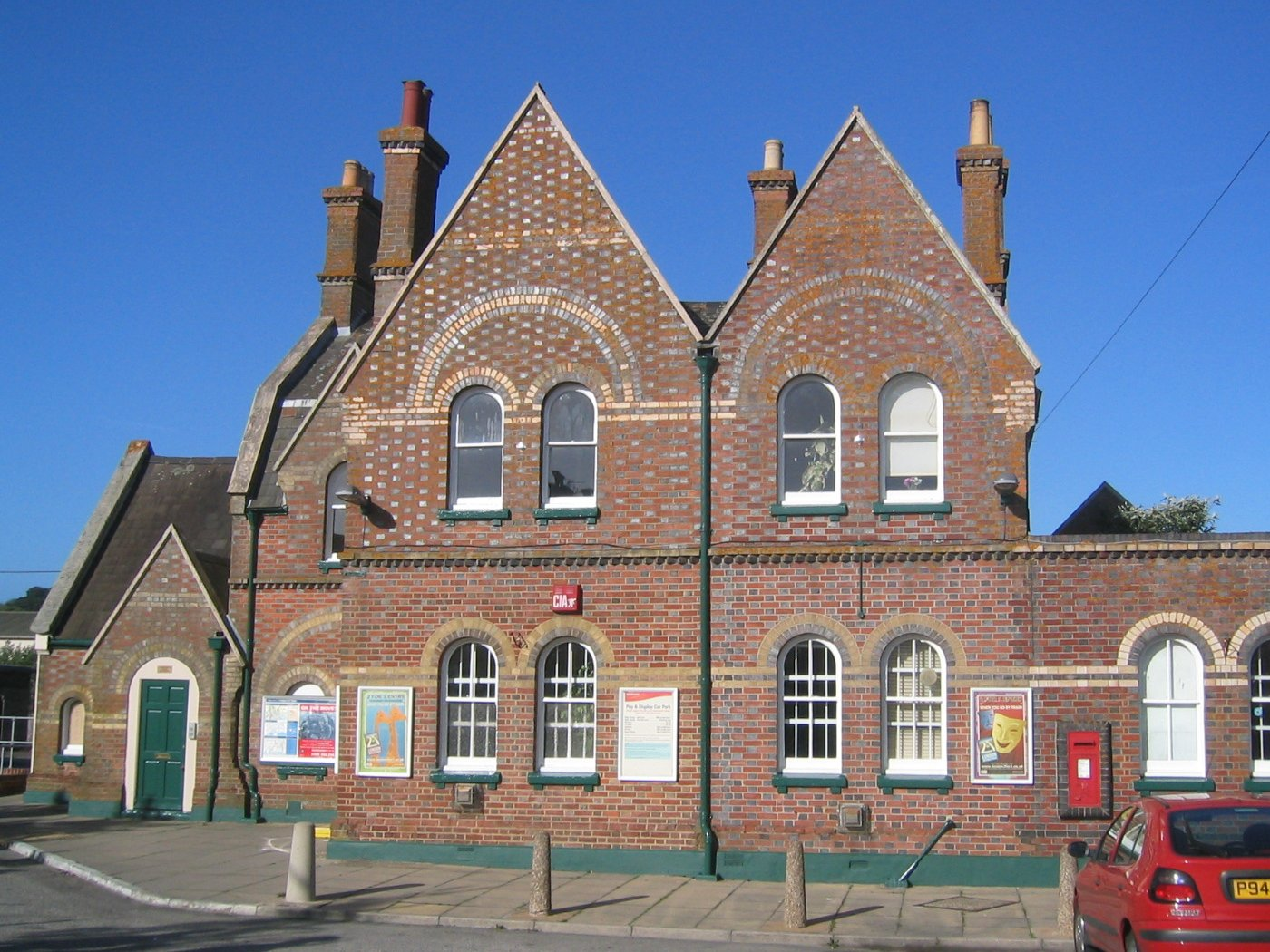
Estación de Lymington Town

Los "Cinco Reyes" (mencionados anteriormente) publicaron su decisión de que la mayoría de las líneas de vía ancha deberían tener preferencia, así como la línea de Southampton y Dorchester, que se construiría en vía estrecha. Se llegó a un acuerdo formal el 16 de enero de 1845 entre el LSWR, el GWR y el Ferrocarril de Southampton & Dorchester, acordando áreas de influencia exclusivas para la futura construcción de ferrocarriles entre las partes. La línea de Southampton y Dorchester fue autorizada el 21 de julio de 1845. Debería construirse una estación de intercambio en Dorchester para transferir cargas y viajeros a la línea del WS&W de vía ancha, que debía tender una vía mixta hacia Weymouth para dar acceso a los trenes de vía estrecha desde Southampton. Para demostrar imparcialidad, se requeriría que Southampton y Dorchester instalaran un ancho mixto en su línea por la misma distancia al este de Dorchester, aunque esto no condujera a ninguna fuente de tráfico, ya que no había estaciones ni apartaderos de mercancías en la sección de doble ancho. Los intereses de Southampton también habían forzado una cláusula en la Ley que requería que el S&DR construyera una estación en Blechynden Terrace, en el centro de Southampton, origen de la actual Estación de Southampton Central. La línea de Southampton y Dorchester terminaría en la estación término original del LSWR en Southampton.
La línea se abrió el 1 de junio de 1847 desde una estación temporal en Blechynden Terrace hacia el oeste, ya que el túnel entre allí y la estación del LSWR en Southampton había sufrido un deslizamiento de tierras. Esta sección finalmente se abrió la noche del 5 al 6 de agosto de 1847 para un tren correo.
Se tomaron poderes para que el LSWR se fusionara con el Ferrocarril de Southampton & Dorchester, lo que entró en vigencia el 11 de octubre de 1848.
La línea de Southampton y Dorchester se tendió desde Brockenhurst con un recorrido hacia el norte a través de Ringwood y Wimborne, sin pasar por Bournemouth (que aún no se había desarrollado como una ciudad importante) y Poole. El puerto de Poole fue atendido por un línea de derivación a Lower Hamworthy en el lado opuesto de Holes Bay. Luego continuaba a través de Wareham hasta una terminal en Dorchester, cuya ubicación se eligió para facilitar una extensión adicional en dirección a Exeter. El enlace a la línea del WS&W estaba localizada de manera incómoda debido a la presencia de los túmulos neolíticos de Maumbury Rings, lo que requería que los trenes directos a Weymouth retrocedieran entrando y saliendo de la estación de Dorchester u omitiéndola por completo.

### Salisbury
Mientras Castleman desarrollaba su línea de Southampton y Dorchester, el LSWR planeaba llegar a la importante ciudad de Salisbury, lo que se logró mediante un ramal desde Bishopstoke a través de Romsey y Dean Valley. Al partir de Bishopstoke, la compañía deseaba conectar los puertos de Southampton y Portsmouth con Salisbury, pero esto hizo que la ruta a Londres diese un rodeo. La Ley necesaria se obtuvo el 4 de julio de 1844, pero los retrasos en la adquisición de terrenos y los arreglos contractuales ineficientes retrasaron la apertura hasta el 27 de enero de 1847 para los trenes de mercancías, mientras que los pasajeros pudieron comenzar a viajar a partir del 1 de marzo de 1847. La estación de Salisbury estaba en Milford, en el lado este de la ciudad.
Los comerciantes de Andover estaban decepcionados porque la línea de Salisbury no pasara por su ciudad, y se estaba promoviendo una línea de Londres a Salisbury y Yeovil a través de Andover, que podría aliarse con una línea de Yeovil a Exeter con un ramal de Dorchester, formando una nueva línea competidora de Londres a Exeter, de modo que el acuerdo territorial del LSWR con el GWR no tendría valor. Cuando el LSWR indicó que ellos mismos construirían una línea de Salisbury a Exeter, el GWR se quejó amargamente de que esto rompía el acuerdo territorial del 16 de enero de 1845, y Southampton y Dorchester también se quejaron de que esta nueva línea les quitaría el tráfico. Como la fiebre del ferrocarril estaba en su apogeo, se estaba viviendo un frenesí de propuetas que competían entre sí. El propio LSWR se sintió obligado a promover proyectos dudosos en defensa propia, pero en 1848 la burbuja financiera creada por la fiebre del ferrocarril había estallado y, de repente, el capital necesario para promover nuevas líneas era difícil de encontrar. En ese año, solo unas pocas propuestas, las más realistas, obtuvieron autorización parlamentaria: el Ferrocarril de Exeter, Yeovil y Dorchester, una línea de vía estrecha (estándar) de Exeter a Yeovil, y el Ferrocarril de Salisbury y Yeovil.
A finales de 1847 se había comenzado a trabajar en la propia línea del LSWR de Basingstoke a Salisbury a través de Andover, y el escenario parecía estar listo para que los trenes del LSWR llegaran a Exeter. Esta aparente resolución del conflicto fue engañosa, y en los años siguientes se ejerció una sucesión de presiones para evitar la expansión de las compañías rivales. El Ferrocarril de Southampton y Dorchester insistió en que debería ser la ruta a Exeter a través de Bridport; el GWR y sus aliados proponían nuevas líneas que se cruzaban con la ruta oeste del LSWR; la línea de Wilts, Somerset y Weymouth reanudó la construcción y parecía amenazar el tráfico futuro del LSWR; el canal de Andover y Southampton se convertiría en un ferrocarril de vía ancha; y los residentes de las ciudades en la ruta del LSWR propuesta estaban enojados por la demora en la construcción de la nueva línea.
El resultado de todo esto fue que el Ferrocarril de Salisbury y Yeovil fue autorizado el 7 de agosto de 1854; la línea del LSWR desde Basingstoke reanudó la construcción y se abrió a Andover el 3 de julio de 1854, pero la línea tardó hasta el 1 de mayo de 1857 en abrirse desde allí a Salisbury (Milford). El LSWR se había comprometido a extenderse a Exeter y se vio obligado a cumplirlo, obteniendo la Ley el 21 de julio de 1856.

## Estaciones terminales de Londres

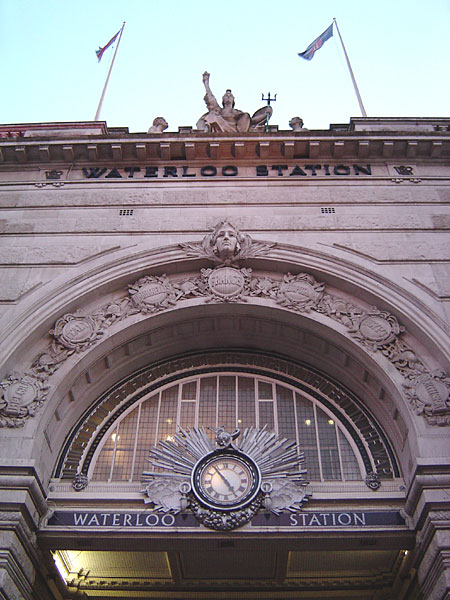
Estación de Waterloo

La primera terminal londinense de la compañía estaba en Nine Elms en el límite suroeste del área urbanizada. El frente de los muelles junto al río Támesis era ventajoso para el objetivo del ferrocarril de competir con los tránsitos marítimos costeros, pero el emplazamiento no era conveniente para los pasajeros, que tenían que viajar a Londres por carretera o en barco de vapor.
La "extensión metropolitana" a una ubicación más central se había discutido ya en 1836, y una ley del Parlamento autorizó una extensión de cuatro vías a Estación del puente de Waterloo el 31 de julio de 1845 con una Ley complementaria de 1847. El capital autorizado fue de 950.000 libras esterlinas, y La línea tenía una estación intermedia en Vauxhall.
La apertura estaba prevista para el 30 de junio de 1848, pero el inspector de la Cámara de Comercio no aprobó algunos de los puentes de gran envergadura en el extremo este, aunque su superior quedó satisfecho con las pruebas de carga posteriores y la línea se inauguró el 11 de julio de 1848. Al principio, los trenes entrantes se detuvieron fuera de la estación y eran arrastrados por caballos de tiro después de que la locomotora se había desacoplado.
Nine Elms se dedicó al tráfico de mercancías y se extendió mucho, hasta rellenar el triángulo de terreno que quedaba hacia el este, hasta Wandsworth Road. Se promovió el ferrocarril independiente de Richmond y se unió al LSWR en Falcon Road (cerca del actual Clapham Junction). El LSWR adoptó la línea de Richmond, con cuatro vías desde Falcon Road hasta el puente de Waterloo. Había cuatro andenes, más o menos donde están hoy las vías del 9 al 12. Se duplicaron en longitud poco después de la apertura.
En 1854, la Compañía de la Necrópolis de Londres y del Mausoleo Nacional abrió su estación con un andén único adyacente a Waterloo en el lado sur, entre York Road y Westminster Bridge Road. La empresa dispuso el transporte de los cortejos fúnebres hasta el Cementerio de Brookwood utilizando las locomotoras del LSWR.

### Más andenes en Waterloo
El 3 de agosto de 1860 se abrieron cuatro andenes adicionales en el lado noroeste de la estación original, separada de ella por el acceso de los taxis. Pasó a ser conocida como "la estación de Windsor"  y servía a la Casa de Windsor y al tráfico suburbano exterior.
El LSWR sabía que la Estación del Puente de Waterloo, al quedar en la orilla sur, todavía no era conveniente para el creciente número de personas que viajaban a trabajar a la City de Londres. La compañía intentó repetidamente obtener acceso de forma independiente, pero estos planes se abandonaron por motivos económicos. El Ferrocarril de Charing Cross (CCR), apoyado por Ferrocarril del Sur Este (SER), abrió una línea desde el Puente de Londres a Charing Cross el 11 de enero de 1864 y se vio obligado a hacer una conexión desde esa línea a la estación del LSWR en Waterloo. Lo hizo, pero se negó a operar ningún tren en la conexión.
La vía única se conectaba a través del vestíbulo de la estación y corría entre las plataformas 2 y 3; había un puente móvil a través de la vía. En 1865 se inició un servicio circular desde Euston vía Willesden y Waterloo hasta el Puente de Londres. El SER se mostró claramente reacio a fomentar este servicio y lo desvió a Cannon Street, en el que tuvo problemas hasta que se canceló el 31 de diciembre de 1867. Algunas máquinas de maniobras, y también el Tren Real, fueron los únicos movimientos realizados posteriormente sobre la línea.
Al oponerse a un proyecto de ley parlamentario que era importante para la SER, el LSWR consiguió el acuerdo de esa empresa para construir una estación de Waterloo en su línea de Charing Cross, y esta, en un principio llamada Waterloo Junction, se inauguró el 1 de enero de 1869; esta es la estación de Waterloo East actual.

### Nueva ampliación y cambio de nombre a "Waterloo"
En 1875 se llevó a cabo una mayor ampliación en el área de acceso a la estación, y se ocupó la plataforma de la compañía de la Necrópolis con este propósito, a cambio de un nuevo andén más cerca de la carretera del Puente de Westminster. El 16 de diciembre de 1878 se añadió un andén de dos lados que se convirtió en la "Estación del Sur". En noviembre de 1885 se abrieron seis plataformas más, la "Estación del Norte", para las líneas de Staines (Windsor y Reading). Por lo tanto, las cuatro vías originales daban paso a 16 andenes y entre 1886 y 1892 para el trayecto a Surbiton se agregaron dos vías adicionales, seguidas de una más en 1900 y otra en 1905 de longitud mucho menor.
En 1886, el nombre de la estación se cambió a "Waterloo".

### Conexión con la City
Se promovieron varios proyectos independientes para llegar a la City de Londres, y en 1893 la Línea de Waterloo y de la City obtuvo su Acta del Parlamento para construir una línea subterránea (entonces un concepto extremadamente novedoso) desde debajo de la estación de Waterloo hasta una estación en la City en Mansion House. El proyecto se materializó con éxito y se inauguró en 1898, circulando trenes eléctricos a intervalos frecuentes. Estaba disponible la emisión de billetes desde las estaciones del LSWR, que circulaban por la línea. Posteriormente, la estación de la City pasó a llamarse Bank para evitar la coincidencia del nombre con las estaciones de metro adyacentes del Ferrocarril Central de Londres y del Ferrocarril de la City y del Sur de Londres.

### Gran expansión en Waterloo
La desmedida expansión de la estación terminal de Waterloo en el siglo XIX había dado lugar a una instalación caótica y difícil, y en 1899 la empresa obtuvo la autorización para acometer una importante remodelación y expansión de la terminal. Actas de autorización posteriores ampliaron aún más el alcance de la reforma. Se requirió una ocupación de terreno adicional considerable y la estación Necropolis tuvo que ser trasladada, nuevamente, esta vez al oeste de la carretera del Puente de Westminster, donde se inauguró con dos andenes el 16 de febrero de 1902. Además, la estación de tren de la línea de Waterloo y de la City se iba a dejar construida en gran parte. La enorme tarea costó dos millones de libras y se llevó a cabo en gran parte entre los años 1906 y 1916, aunque parte del trabajo no se completó hasta 1922.
Esta obra fue la que finalmente permitió eliminar la extinta línea de paso a la ruta de la SER, autorizada por la Ley de 1911. El puente de Westminster se amplió para que pudiera alojar 11 vías. La secuencia de numeración de los andenes se racionalizó, y los andenes numerados del 1 al 3, que ocupaban nuevo terreno, se inauguraron el 24 de enero de 1909, seguidos del andén 4 el 25 de julio de 1909, aproximadamente en el lugar del anterior andén situado más al sur. El andén 5 les siguió el 6 de marzo de 1910.
Además de los nuevos andenes, se dispuso un nuevo sistema de indicadores mecánicos de salida, y se habilitaron unas espaciosas nuevas oficinas para la sede del LSWR. Se construyó la nueva cubierta sobre los andenes 1 a 15, con sus vanos transversales a las vías. El techo sobre lo que se convirtió en los andenes del 16 al 21 retuvo el techo longitudinal construido en 1885, lo que hacía que la "estación de la línea de Windsor" fuese obviamente diferente. El último de los nuevos andenes se puso en servicio el 28 de febrero de 1915. La reina María inauguró formalmente la nueva estación el 21 de marzo de 1922. El costo de la remodelación había sido de 2.269.354 libras esterlinas.

## Oeste de Salisbury

### A Exeter

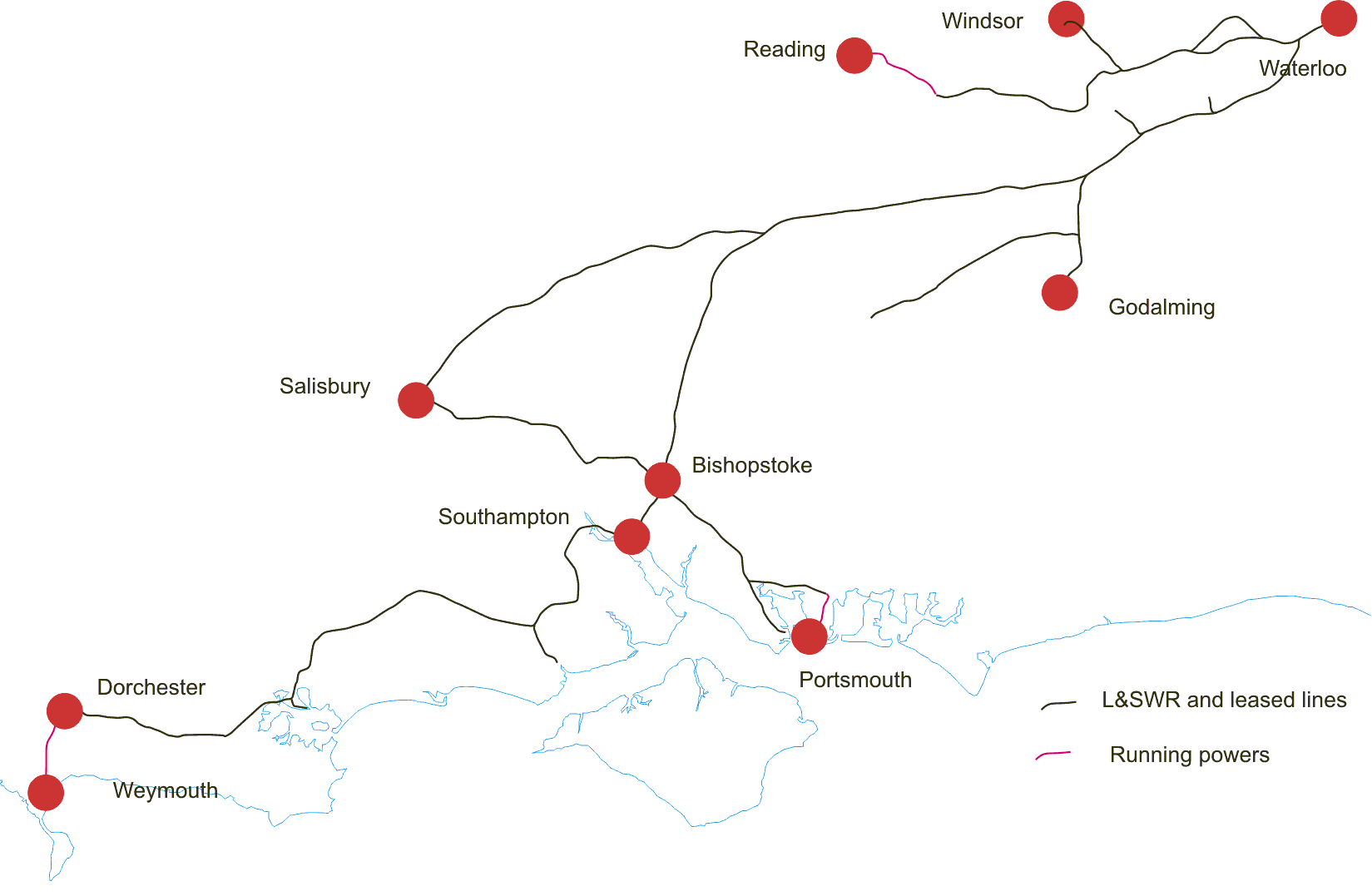
Diagrama del LSWR en 1858

Después de un largo período de conflicto, la ruta del LSWR hacia el oeste de Inglaterra estaba clara. La antigua conexión a la estación de Milford en Salisbury desde Bishopstoke se abrió el 17 de enero de 1847. La ruta desde Londres se acortó con la línea desde Basingstoke vía Andover el 2 de mayo de 1859, con una estación mejor ubicada en la calle Fisherton Salisbury. El conflicto se había centrado en torno a la mejor ruta para llegar a Devon y Cornualles, y finalmente se acordó que esta sería la llamada "ruta central" a través de Yeovil. El Ferrocarril de Salisbury y Yeovil abrió su línea, de Salisbury a Gillingham el 1 de mayo de 1859; de allí a Sherborne el 7 de mayo de 1860 y finalmente a Yeovil Junction el 1 de junio de 1860.
Una vez resuelta la controversia sobre la ruta a Exeter, el propio LSWR había obtenido la autoridad para extenderse desde Yeovil a Exeter, y construyendo la línea rápidamente, la abrió el 19 de julio de 1860 hasta la Estación de Queen Street.

### De Exeter a Barnstaple
Los ferrocarriles locales hacia el Norte de Devon ya se habían abierto: el Ferrocarril de Exeter y Crediton abrió el 12 de mayo de 1851 y el Ferrocarril del Norte de Devon de Crediton a Bideford abrió el 1 de agosto de 1854. Ambas líneas se construyeron en vía ancha. El LSWR adquirió una participación en estas líneas en 1862-1863 y luego las compró en 1865. El Ferrocarril de Bristol y Exeter había llegado a la Estación de St Davids en Exeter el 1 de mayo de 1844, y el Ferrocarril del Sur de Devon se había extendido hacia el sur en 1846. La estación del LSWR en Queen Street estaba situada a una cota mucho más elevada que la estación de St Davids, y una extensión hacia el oeste requeriría que la línea descendiera y se conectara con las otras líneas.
El LSWR construyó una línea de conexión que descendía a la estación de St Davids por una pendiente de caída pronunciada de 1 en 37 (2,7%). La Ley de autorización requería que el Ferrocarril de Bristol y Exeter colocara carriles de vía estrecha hasta Cowley Bridge Junction, localizado a una corta distancia al norte de St Davids, donde se bifurcaba la línea del Norte de Devon. Según los términos de esta concesión, todos los trenes de pasajeros del LSWR debían poder parar a demanda en la estación de St Davids. Los trenes del LSWR a Londres circulaban hacia el sur a través de la estación de St Davids, mientras que los trenes de vía ancha a Londres se dirigían hacia el norte.

### Plymouth
La línea del Norte de Devon era un punto de partida favorable para una línea del LSWR independiente a Plymouth. La compañía había alentado los intereses locales, y el Ferrocarril de Devon y Cornwall abrió desde Coleford Junction hasta North Tawton el 1 de noviembre de 1865, y en etapas desde allí hasta Lidford (más tarde Lydford) el 12 de octubre de 1874. El LSWR obtuvo poderes de explotación sobre el Ferrocarril del Sur de Devon y Launceston, obteniendo acceso a Plymouth a través de esa línea.
Otra empresa nominalmente independiente, el Ferrocarril de Plymouth, Devonport y la Conexión con el Suroeste construyó una línea desde Lidford a Devonport, y el LSWR arrendó y explotó la línea, obteniendo acceso independiente a Devonport y su propia terminal de pasajeros en Plymouth Friary.

### Holsworthy y Bude
La línea de Okehampton a Lydford proporcionó un buen punto de partida para un ramal a Holsworthy, en el noroeste de Devon. Se abrió el 20 de enero de 1879 y se extendió a Bude en Cornualles el 10 de agosto de 1898.

### Norte de Cornualles

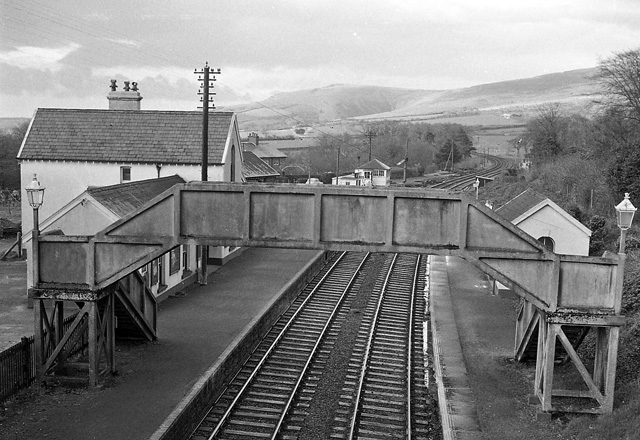
Estación de Bridestowe en 1964

La línea a Holsworthy en sí proporcionó un punto de partida adicional para un ramal a lo que se convirtió en el punto más occidental del LSWR en Padstow, situado a 260 millas (418,4 km) de la Estación de Waterloo). La línea fue promovida por Ferrocarril del Norte de Cornualles y se abrió por etapas, siendo finalmente completada el 27 de marzo de 1899.

### Ramales al este de Exeter
La topografía de la línea de Salisbury a Exeter es tal que la línea principal debía rodear por muchas comunidades importantes. Las comunidades locales estaban decepcionadas por la omisión de su ciudad de la conexión ferroviaria y, en muchos casos alentadas por el LSWR, promovieron ramales independientes. Estas líneas fueron operadas y tarde o temprano absorbidas por el LSWR, de modo que con el tiempo la línea principal tuvo una serie de ramales de conexión.
Al oeste de Salisbury se construyeron ramales a:
- Yeovil: la línea iba desde la estación de Yeovil Junction hasta la estación de Yeovil Town.
- Bath y Bournemouth: con un cruce en Templecombe, el Ferrocarril de Conexión de Somerset y Dorset corría hacia el norte hasta Bath Green Park y hacia el sur hasta Bournemouth West; esta línea fue arrendada al LSWR y al Ferrocarril de Midland conjuntamente por 999 años a partir del 1 de noviembre de 1875 y operada conjuntamente por las dos empresas.[22]
- Chard: el ramal se abrió el 8 de mayo de 1863, desde Chard Road (más tarde Chard Junction) hasta Chard Town.
- Lyme Regis: el ramal de Axminster a Lyme Regis abrió el 24 de agosto de 1903.[23]
- Seaton: un ramal de Seaton Junction a Seaton se abrió el 16 de marzo de 1868.[24]
- Sidmouth y Exmouth: se abrió una línea desde Feniton, más tarde Sidmouth Junction, hasta Sidmouth el 6 de julio de 1874; se construyó un ramal desde Tipton St Johns hasta Budleigh Salterton, que se inauguró el 15 de mayo de 1897, y se extendió desde allí hasta Exmouth, que se inauguró el 1 de junio de 1903.[25]
- Exmouth: este ramal abrió desde Exmouth Junction el 1 de mayo de 1861.[26]

## Rutas en Hampshire

### Portsmouth

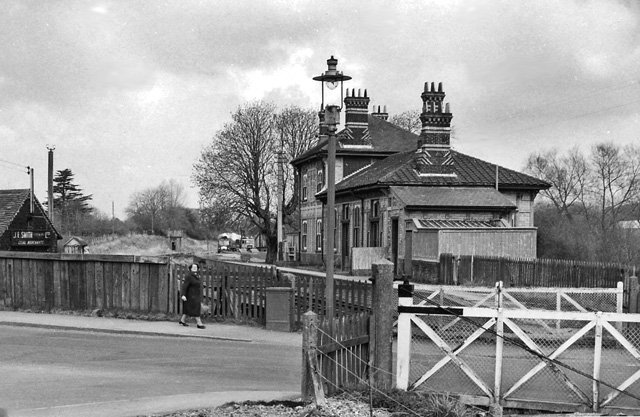
Bishop's Waltham, fin del ramal desde Botley (1963)

La línea principal del Ferrocarril de Londres y Southampton unía en el condado de Hampshire las ciudades de Basingstoke, Winchester y Southampton, y desde 1841 Portsmouth contó con un ramal desde Bishopstoke (Eastleigh) hasta el vecino Portsmouth (Gosport a través de un ferry).
En 1847, una compañía rival, el LB&SCR, abrió una ruta ferroviaria completa hasta Portsmouth, aunque mucho más larga, a través de su línea sur a través de Hove hacia Portsmouth y Southsea.
Los intereses del Portsmouth quedaron defraudados: sus líneas a Londres no eran directas, ya fuese a través de Hove o Bishopstoke, por lo que promovieron una empresa privada para construir una ruta suroeste directa desde la estación del LSWR en Guildford. El trazado se conoció como la Línea Directa de Portsmouth. Llegó a Havant en 1858, lo que provocó una "batalla" legal, pragmática y, en ocasiones, física, de dos años entre el LB&SCR y el LSWR (que administraba los servicios a través de la línea de propiedad independiente). Esto se resolvió con un ómnibus de desvío a Hilsea (North Portsmouth) desde una nueva Estación Terminal en Havant. Pero a partir de 1859, la línea fue adquirida en su totalidad por el LSWR, de forma que el LB&SCR debió admitir su derrota en la práctica debido a la posición casi monopolística de su compañía rival.

### Aldershot y Alton
El LSWR abrió una línea de Guildford a Farnham en 1849, extendiéndose a Alton en 1852. En ese momento, el establecimiento de la guarnición del ejército en Aldershot provocó un aumento masivo de la población en la zona y, en consecuencia, la demanda de viajes, por lo que el LSWR construyó una línea desde Pirbright Junction, en la línea principal cerca de Brookwood, hasta un cruce cerca de Farnham a través de Aldershot. La nueva línea se abrió en 1870. En 1879 se tendió un tramo en curva en Aldershot Junctions que permitió un recorrido directo desde Guildford a Aldershot; como resultado, la línea original a través de Tongham se redujo. La red local se electrificó en 1937 y la línea de Tongham quedó cerrada a los pasajeros en ese momento.

### Bishops Waltham
En 1863, la Compañía del Ferrocarril de Bishop's Waltham abrió su ramal entre Bishop's Waltham y la Estación de Botley del LSWR en la Línea de Eastleigh a Fareham. La línea fue operada por el LSWR, pero el ramal nunca tuvo éxito comercial y el propio LSWR se hizo cargo de la empresa local en 1881. Se cerró para los pasajeros en 1932 y para las mercancías en 1962.

### Southampton, Netley, Fareham y el puerto de Portsmouth
En 1866, el LSWR construyó su ramal corto desde Southampton hasta Netley para dar servicio al recién inaugurado Hospital Militar Real Victoria. Una década más tarde, en 1876, la línea directa de Portsmouth se extendió más al sur para llegar a Southsea y más al oeste para dar servicio a la Base Naval de la Royal Navy con una nueva estación, denominada Portsmouth Harbour.
Con todos los principales pueblos y ciudades de Hampshire ahora conectados, el LSWR llevó a cabo pocos edificios nuevos en la década de 1880. Una sección corta de la línea desde el ramal de Netley hasta Fareham finalmente permitió completar la Línea del Camino de la Costa Oeste entre Southampton y Brighton en 1889. En 1885 se abrió un ramal de 1+1/4 de milla (2 km) desde Fratton, que terminaba en la Estación de East Southsea en Portsmouth, pero nunca tuvo éxito y se cerró en 1914. El servicio fue operado por ferrobuses durante algunos años después de 1903.

### Extensiones de Alton, Winchester y Gosport
Hampshire vio un estallido breve pero significativo de la construcción de una nueva línea en la década de 1890. En 1891 se abrió el enlace entre la línea principal de Southampton y el Ferrocarril de Didcot, Newbury y Southampton de nueva construcción (que discurría sobre el viaducto de Hockley, el más largo del condado). En 1894 se construyó una nueva línea de la Estación de Gosport a Lee-on-the-Solent para aprovechar el crecimiento del tráfico turístico hacia la isla de Wight. Sin embargo, las nuevas rutas más importantes surgieron cuando el LSWR actuó para impedir que su mayor rival, el Great Western Railway, construyera su propia línea a Portsmouth desde Reading. Esta acción de bloqueo tomó la forma de dos líneas. El Ferrocarril Ligero de Basingstoke y Alton fue una ruta menor, la primera en el país que se construyó bajo los términos de la Ley de Ferrocarriles Ligeros de 1896. La segunda línea era el Ferrocarril de Meon Valley entre Alton y Fareham, construido según los estándares de la línea principal como una segunda ruta de Londres a Gosport. Las nuevas líneas se abrieron en 1901 y 1903 respectivamente, siendo estas los últimos trayectos en Hampshire construidos por el LSWR antes de la agrupación de 1923.

### Otros destinos
El ferrocarril alcanzaba las localidades de Christchurch y de Bournemouth; además de Lymington.

## Líneas de Dorset

### Swanage
La línea de Dorchester pasó por alto la ciudad de Swanage y los intereses locales se propusieron asegurar la construcción de un ramal. Después de unos comienzos desalentadores, el Acta de autorización recibió el consentimiento real el 18 de julio de 1881. La línea aprobada uniría Worgret Junction, al oeste de Wareham con Swanage, y tendría una estación intermedia en Corfe Castle. La estación de Wareham había sido una estructura simple al costado de la vía, y se construyó una nueva estación de intercambio al oeste del paso a nivel para los fines del ramal. La línea se abrió el 20 de mayo de 1885 y el LSWR adquirió la línea a partir del 25 de junio de 1886.

### Otros destinos
El ferrocarril también alcanzaba la localidad de Portland.

## Electrificación

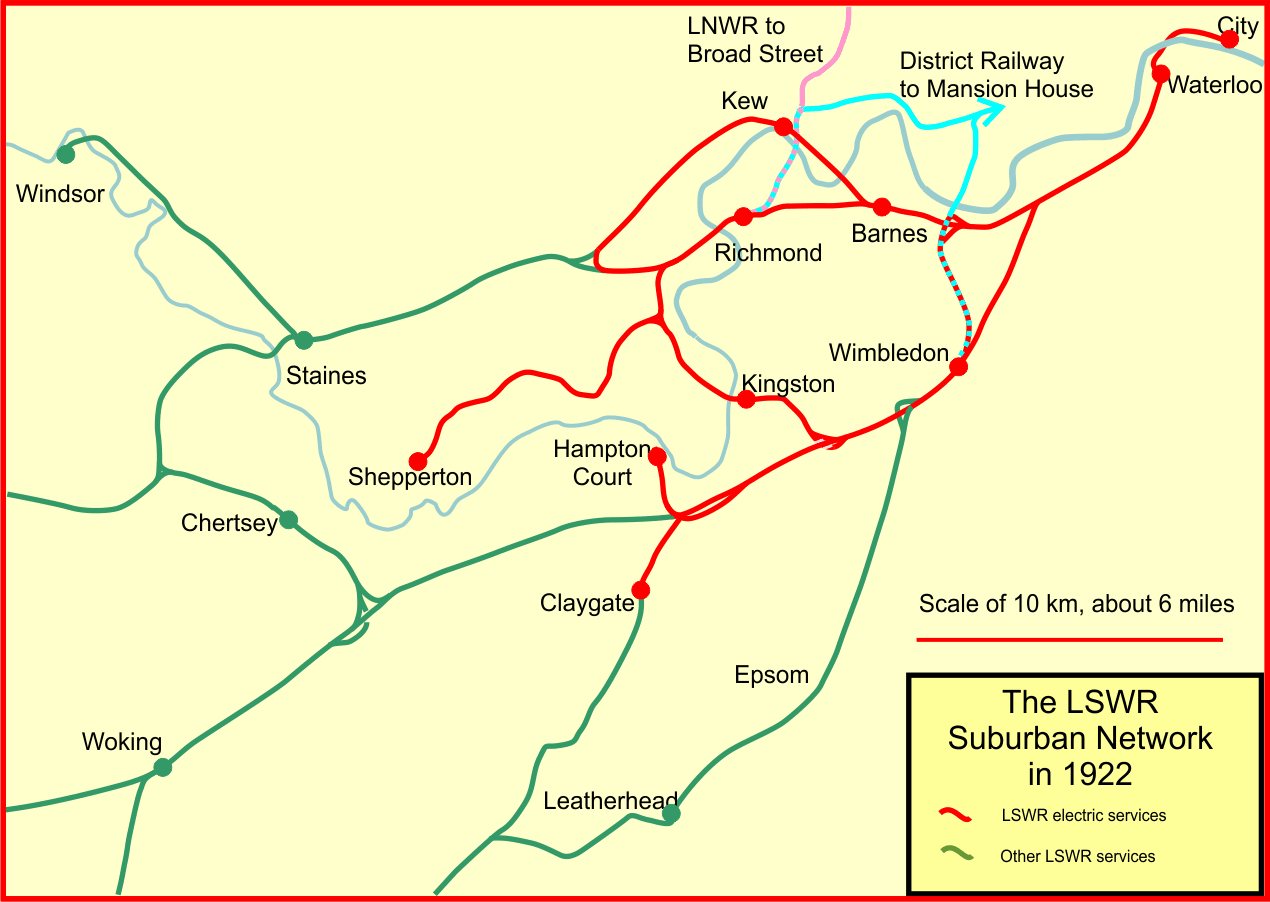
Mapa de las líneas electrificadas del LSWR en 1922

En los primeros años del siglo XX, varios ferrocarriles urbanos de los Estados Unidos adoptaron la tracción eléctrica. El Ferrocarril de Londres y del Noroeste adoptó un sistema de cuatro rieles y comenzó a operar trenes eléctricos a Richmond sobre el LSWR desde Gunnersbury, y pronto el Ferrocarril del Distrito Metropolitano también lo estaba haciendo. El LSWR no reaccionó durante un tiempo ante la disminución de los ingresos generados por las líneas suburbanas, pero en 1913 Herbert Walker fue nombrado presidente y pronto desarrolló un plan para la acometer la electrificación de las líneas en el área suburbana del LSWR.
Se utilizó un sistema de tercer riel, con un voltaje de línea de 600 V en corriente continua. El material rodante constaba de 84 unidades de tres vagones, todas formadas a partir de material de vapor reconvertido, y el sistema fue un éxito inmediato cuando se inauguró en 1915-1916. De hecho, el hacinamiento de los viajeros se convirtió en algo habitual en las horas punta y los trenes se aumentaron con una serie de unidades de remolque no motorizadas de dos vagones en 1919, también reconvertidas del antiguo parque de material rodante de vapor, dispuestas entre dos de las unidades de tres vagones, formando un tren de ocho vagones. Todos los trenes eléctricos solo ofrecían alojamiento en primera y en tercera clase.
Las rutas electrificadas estaban situadas en el área suburbana interior (se había preparado un plan con una segunda etapa, pero fue frustrado por la Primera Guerra Mundial), pero se extendía hasta Claygate en la Línea de New Guildford, que se operó al principio como un punto de intercambio, pero la sección se suspendió como una ruta electrificada cuando se produjo el hacinamiento cerca de Londres, de forma que el suministro eléctrico tuvo que emplearse más cerca de la Capital, y la Línea de Claygate volvió a funcionar con vapor.
Simultáneamente con la electrificación, la ruta entre Vauxhall y Nine Elms se amplió a ocho vías y se construyó un paso elevado para la Línea de Hampton Court, que se abrió al tráfico el 4 de julio de 1915.

## Muelles de Southampton
Desde que se fundó, la empresa mostró interés en el puerto de Southampton. Ya se habían construido los primeros muelles y el desarrollo del puerto de Southampton se aceleró con la llegada del ferrocarril. En 1843, el LSWR comenzó a operar barcos desde Southampton como la "Nueva Compañía de Navegación a Vapor del Suroeste". Más tarde, el LSWR se hizo cargo de los barcos y en 1892 compró los muelles y continuó el rápido desarrollo de los mismos.

## Talleres de Eastleigh
En 1891, se inauguraron los Talleres de Eastleigh, en Hampshire, con la transferencia de la fábrica de carruajes y vagones de Nine Elms en Londres. Los talleres de locomotoras, dirigidos por el ingeniero mecánico Dugald Drummond, se trasladaron desde Nine Elms y se inauguraron en 1909.

## Infraestructura del LSWR

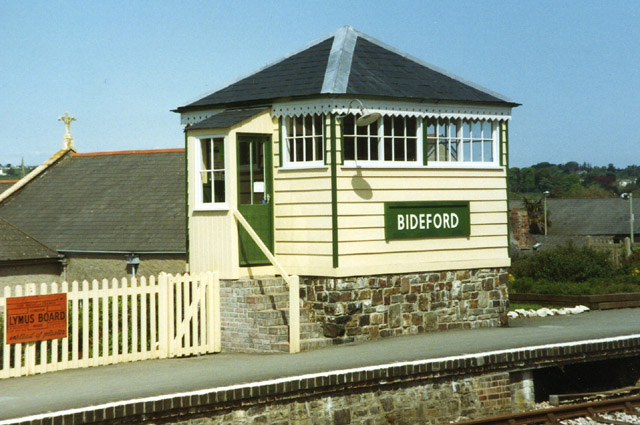
Estación de Bideford en Devon, en la desaparecida Línea de Tarka desde la Estación de Barnstaple

Para obtener detalles sobre las rutas de la línea principal del LSWR, consúltese:
- Línea Principal del Suroeste
- Línea Principal del Oeste de Inglaterra
- Ferrocarril de Exeter a Plymouth del LSWR
- Ferrocarril del Norte de Devon
- Línea de Waterloo y de la City

## Personas notables
Las personas notables conectadas con LSWR incluyen:

### Presidentes de la junta directiva
- 1832-1833: Sir Thomas Baring
- 1834-1836: John Wright
- 1837-1840: Sir John Easthope
- 1841-1842: Robert Garnet, parlamentario
- 1843-1852: William Chaplin
- 1853: Francis Scott
- 1854: Sir William Heathcote
- 1854-1858: William Chaplin (de nuevo)
- 1859-1872: Capitán Charles Mangles
- 1873-1874: Charles Castleman
- 1875-1892: el Excmo. Ralph H. Dutton
- 1892-1899: Wyndham S. Portal
- 1899-1904: Teniente Coronel H. W. Campbell
- 1904-1910: Sir Charles Scotter
- 1911-1922: Sir Hugo Drummond

### Gerentes generales
- 1839-1852: Cornelius Stovin (como director de tráfico)
- 1852-1885: Archibald Scott (como director de tráfico 1852-1870)
- 1885-1898: Sir Charles Scotter
- 1898-1912: Sir Charles Owens
- 1912-1922: Sir Herbert Walker

### Ingenieros residentes
- 1837-1849: Albinus [Albino] Martin
- 1849-1853: John Bass
- 1853-1870: John Strapp
- 1870-1887: William Jacomb (1832-1887)
- 1887-1901: E. Andrews
- 1901-1914: J. W. Jacomb-Hood
- 1914-1922: Alfred Weeks Szlumper

### Ingenieros consultores
- 1834-1837: Francis Giles
- 1837-1849: Joseph Locke
- 1849-1862: John Edward Errington
- 1862-1907: W. R. Galbraith

### Ingenieros de locomotoras, obras y libreas corporativas

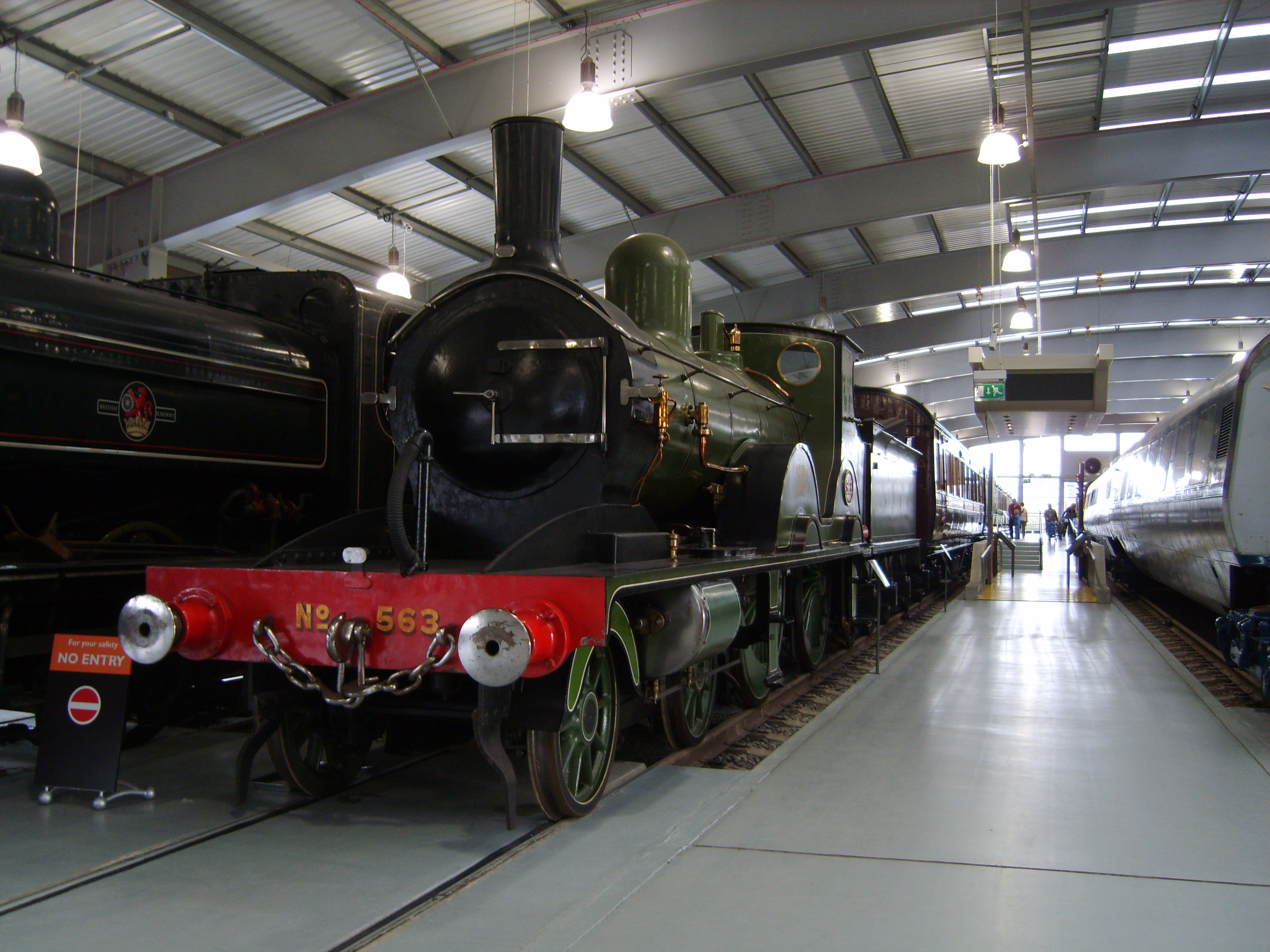
Locomotora Adams Clase T3 n.º 563 construida en 1893

- 1838-1840: Joseph Woods (como superintendente de locomotoras)
- 1841-1850: John Viret Gooch (como superintendente de locomotoras)
- 1850-1871: Joseph Hamilton Beattie (como superintendente de locomotoras)
- 1871-1877: William George Beattie (como superintendente de locomotoras)
- 1877-1895: William Adams (como superintendente de locomotoras)
- 1895-1912: Dugald Drummond (como ingeniero mecánico jefe desde 1904)
- 1912-1922: Robert Urie (como ingeniero de locomotoras)

#### Talleres de locomotoras
Los talleres de locomotoras estuvieron localizados en Nine Elms desde 1838 hasta 1908. Bajo la dirección de Dugald Drummond se trasladaron en 1909 a un nuevo emplazamiento más espacioso situado en Eastleigh.

## Libreas de las locomotoras

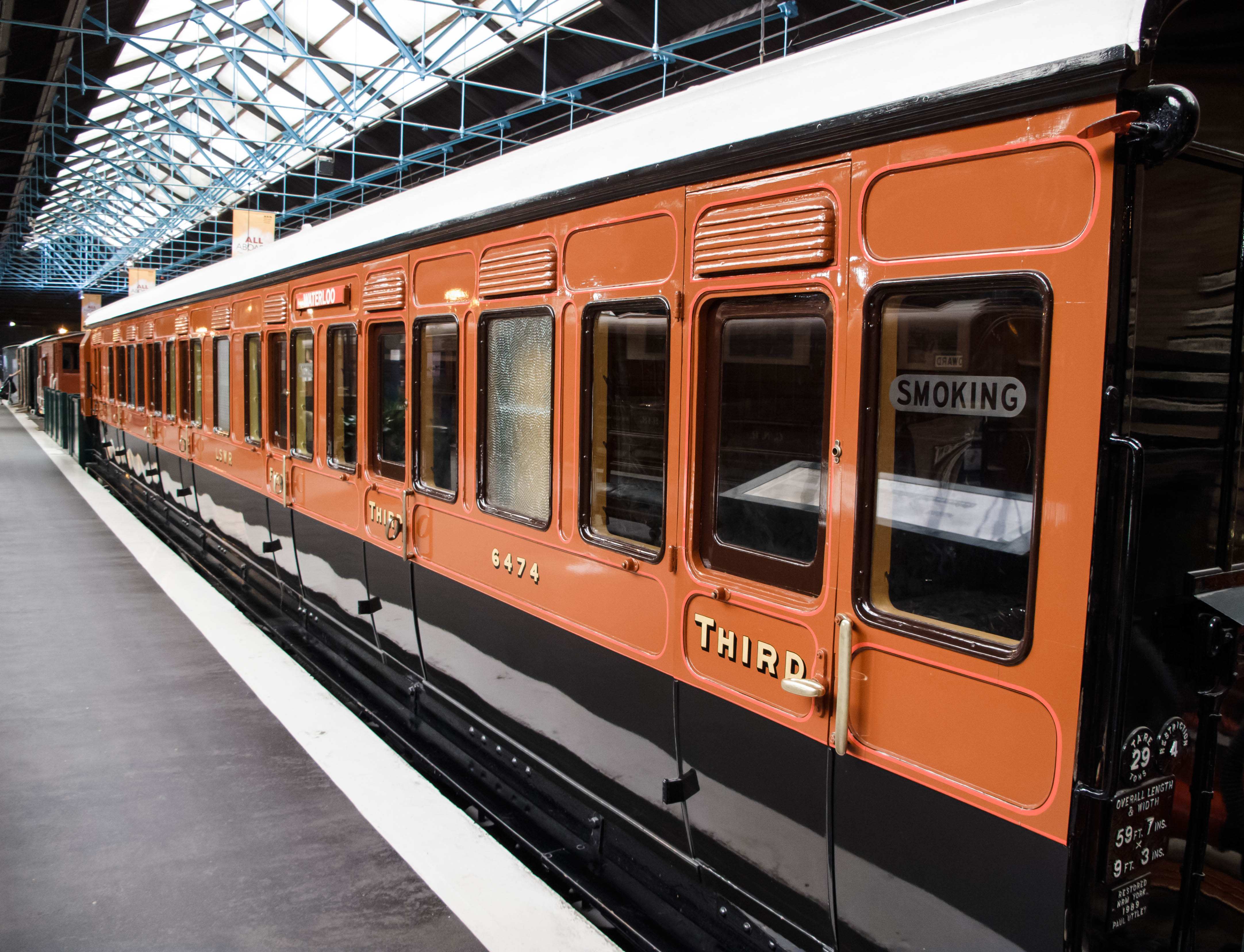
Coche del LSWR

Libreas de la pintura de las locomotoras adoptadas por los sucesivos Ingenieros Mecánicos:
Hasta 1850 (John Viret Gooch)
Se dispone de poca información, aunque a partir de 1844 el verde oscuro con franjas rojas y blancas, las ruedas negras y los parachoques rojos parecen haberse convertido en estándar.
1850-1866 (Joseph Hamilton Beattie)
- Clases de pasajeros: rojo indio con paneles negros dentro de blanco. Salpicaderos y cilindros forrados en blanco. Ruedas, caja de humo y chimenea negras. Vigas amortiguadoras e interior de la plataforma en bermellón.
- Clases de mercancías: rojo indio sin rayas. Máquinas más antiguas pintadas de negro hasta 1859.

1866-1872 (Joseph Hamilton Beattie)
- Todas las máquinas en marrón chocolate oscuro con bandas negras de 1 pulgada (25,4 mm) bordeadas internamente en blanco y externamente en bermellón. Lados de los ténderes divididos en tres paneles.

1872-1878 (William George Beattie)
- Chocolate más pálido (conocido como marrón púrpura) con el mismo revestimiento. A partir de 1874 el forro blanco fue reemplazado por ocre y el bermellón por carmesí.

1878-1885 (William Adams)
- Ocre oscuro marrón con una banda negra de 1 pulgada (25,4 mm) en el exterior y una línea verde brillante en el interior. Bandas de caldera negras con ribete blanco. Vigas de los topes en bermellón. Caja de humo, chimenea, marcos, etc. en negro.

1885-1895 (William Adams)
- Clases de pasajeros: verde guisante con bordes negros bordeados con una fina línea blanca. Bandas de caldera negras con una fina línea blanca a cada lado.
- Clases de mercancías: verde roble con bordes negros bordeados por una fina línea verde brillante.

1895-1914 (Dugald Drummond)
- Clases de pasajeros: verde menta real bordeado en chocolate, con bandas triples en blanco, negro y blanco. Bandas de caldera negras rodeadas de blanco con rayas de color canela de 3 pulgadas (76,2 mm) a cada lado. Cilindros exteriores con bordes negros y forro blanco. Caja de humo, chimenea, marcos exteriores, tapas de salpicaderos, plataforma, etc. negros. Interior de los marcos principales color bronce. Vigas de tope bermellón y cabina con interiores de pino veteado.
- Clases de mercancías: verde acebo con bordes negros y rayas en verde claro. Bandas de caldera negras ribeteadas en verde claro.

1914-1917 (Robert Urie)
- Clases de pasajeros: verde oliva con revestimiento Drummond.
- Clases de mercancías: verde acebo con borde negro y franja blanca.

1917-1922 (Robert Urie)
- Clases de pasajeros: verde oliva con un borde negro y un borde blanco.
- Clases de mercancías: verde acebo, a menudo sin reborde hasta 1918.

## Accidentes e incidentes
- El 11 de septiembre de 1880, un tren de pasajeros chocó con una locomotora ligera en Nine Elms Locomotive Junction debido a errores de los señaleros y del fogonero de la locomotora. Siete personas murieron.[37]
- El 6 de agosto de 1888, una locomotora ligera y un tren de pasajeros chocaron de frente en la estación de Hampton Wick debido a un error del señalero. Cuatro personas murieron y quince resultaron heridas.[38]

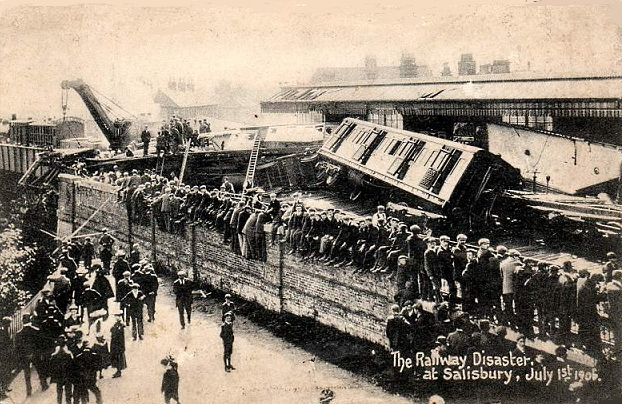
Accidente de Salisbury en 1906

- Accidente ferroviario de Salisbury en 1906: El 1 de julio de 1906, un tren expreso de pasajeros descarriló en Salisbury debido al exceso de velocidad en una curva. Veintiocho personas murieron y once resultaron heridas.

## Servicios de envío
El Ferrocarril de Londres y del Suroeste daba servicio de enlace a los puertos de Portsmouth, Southampton y Weymouth, lo que le permitió desarrollar una serie de rutas de envío combinadas tren-barco, operando con su propia flota.

## Otros detalles
- El Ferrocarril de Waterloo y de la City fue construido por el LSWR para disponer de acceso a la City de Londres. Actualmente forma parte del Metro de Londres.
- Sin tener en cuenta la línea de Waterloo y de la City, el túnel más largo es el de Honiton, con una longitud de 1353 yardas (1237 m). También contaba con otras seis galerías de más de 500 yardas (457 m).
- El LSWR y el Ferrocarril de Midland eran copropietarios del Ferrocarril de Conexión de Somerset y Dorset
- La versión en inglés de la palabra rusa para estación de tren es 'vokzal'. Tradicionalmente se dice que un grupo de enviados procedentes de Rusia que planeaban su propio sistema ferroviario llegó a Londres en la época en que se abrió la Estación de Vauxhall del LSWR. Vieron los letreros de la estación, pensaron que ese nombre era la palabra inglesa que significaba estación de tren y se la llevaron a casa. De hecho, la primera estación de tren rusa se construyó en el lugar de los jardines de recreo basados en los de Vauxhall, nada que ver con la estación de tren inglesa (los detalles más completos se encuentran en el artículo Vauxhall (Londres)).

## Lecturas relacionadas
- Dendy-Marshall, C. F. (1968).  Kidner, R.W., ed. A history of the Southern Railway. London: Ian Allan. ISBN 0-7110-0059-X. new ed..
- Hamilton, E. C. (1956). The South Western Railway: its mechanical history and background, 1838-1922. George Allen & Unwin. 256 p..
- Nock, O. S. (1971). The London & South Western Railway. Ian Allan. ISBN 0-7110-0267-3.
- Whishaw, Francis (1842). The Railways of Great Britain and Ireland Practically Described and Illustrated (2nd edición). London: John Weale. pp. 292-301. OCLC 833076248.